# Antrisocopia prehensilis
Antrisocopia prehensilis là một loài động vật giáp xác Copepoda thuộc họ Platycopiidae . Đây là loài đặc hữu của Bermuda. Môi trường sống tự nhiên của chúng là carxtơ.